# Rhizanthes
Rhizanthes là một chi thực vật có hoa trong họ Rafflesiaceae.

## Hình ảnh

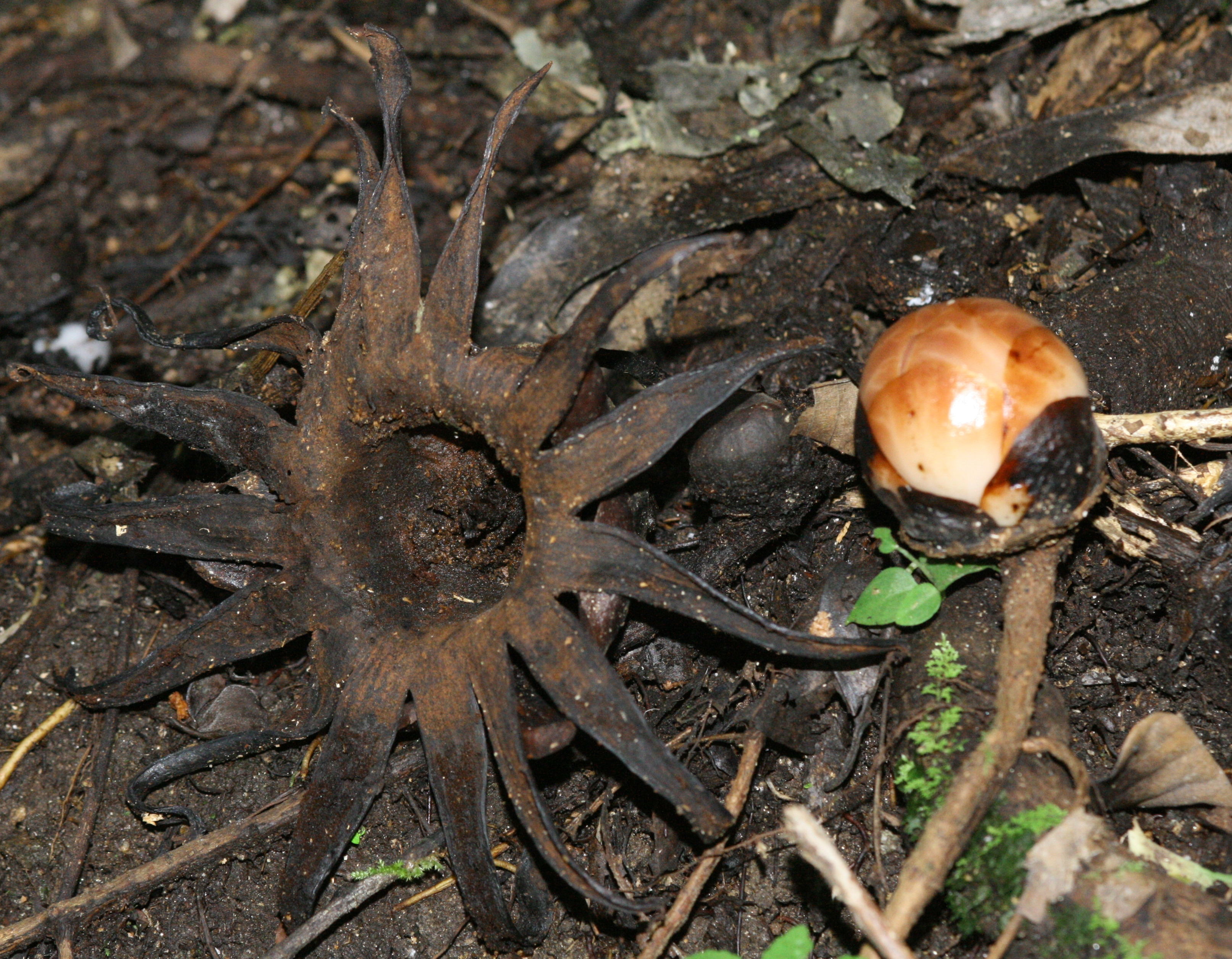

## Loài
Chi Rhizanthes gồm các loài: